# Multiinstrumentalist
Multiinstrumentalist je glazbenik koji svira dva ili više glazbenih instrumenata s određenim stupnjem vještine.

## Klasična glazba
Glazba pisana za simfonijski orkestar obično zahtijeva i udaraljašku sekciju koja se sastoji od glazbenika koji često mogu svirati nekoliko različitih instrumenata tijekom skladbe. Orkestri ponekad imaju nekoliko glazbenika multiinstrumentalista iz puhačke sekcije. Primjerice, obično flautist iz orkestra može svirati i pikolo ili alt flautu ako određena skladba to zahtijeva. Na sličan način, klarinisti mogu svirati bas klarinet; svirači oboe engleski rog; svirači fagota kontrafagot. Trubači mogu svirati i piccolo trubu za određenu baroknu literaturu. Od svirača orgulja se obično očekuje i savladavanje čembala. Općenito, ova praksa je rijetka u drugim područjima orkestra. 
Europski Piffari, Stadtpfeifer i Waits bili su multiinstrumentalisti koji su svirali trube, trombon (u renesansnoj i baroknoj inačici), šalmaj, kornet (njem. Zink, eng. Cornetto), flautu i glazbala sa žicama. Glazbenici sa Stadtpfeifer obrazovanjem bili su Gottfried Reiche, Johann Joachim Quantz, Johann Christof Pezel i Sigmund Theophil Staden. Mnogi europski crkveni glazbenici iz 17. i 18. stoljeća bili su multiinstrumentalisti, koji su svirali nekoliko instrumenata. Primjerice, Georg Philipp Telemann, svirao je violinu, violu da gamba, flautu, transverzalnu flautu, obou, šalmaj, sackbut i kontrabas.